# Challenge Tour
De Europese Challenge Tour (CT) is een wedstrijdcircuit voor golfprofessionals. De organisatie ligt in handen van de Europese PGA Tour.

## Geschiedenis
De Challenge Tour kwam voort uit een samenwerking tussen de Franse, Italiaanse en Zweedse PGA, waardoor vanaf 1986 hun toernooien werden opengesteld voor buitenlandse deelnemers. Vanaf 1988 deed ook de Duitse PGA mee. Het Satellite Tour PTC Sub Committee werd opgericht en er werd een ranking ingesteld.
In 1989 werd de Challenge Tour gestart onder de naam Satellite Tour. Op de Challenge Tour kunnen spelers ervaring opdoen en via deze tour kunnen zij zich kwalificeren om aan de Europese PGA Tour mee te doen, hetgeen het hoogste niveau in Europa is. Tijdens het eerste seizoen waren er 26 toernooien: 5 in Spanje, 13 in Zweden, 4 in Zwitserland en 4 in Italië. België organiseerde een Pro-Am in Brussel en Nederland deed nog niet mee. Neil Briggs won het eerste toernooi, het Tessali Open, en de Order of Merit van 1989.
De huidige naam werd aan het begin van seizoen 1990 geïntroduceerd. 
In 2009, het 20ste seizoen, begon het seizoen in Colombia, Kenia en Marokko, daarna volgden 22 toernooien: 4 in Frankrijk, 3 in Italië, 1 in België, Denemarken, Estland, Finland, Ierland, Kazachstan, Nederland, Oostenrijk, Polen, Schotland, Spanje, Wales, Zweden en 2 in Zwitserland. Het aantal toernooien was dus niet groter geworden, de geografische spreiding wel. Edoardo Molinari won de Order of Merit met een record van € 242.979 aan prijzengeld. 
In 2013 werd het 25-jarig bestaan herdacht. Brooks Koepka won drie toernooien en promoveerde in juni naar de Europese Tour.

## Deelname
Aan de CT mogen meedoen:
- Spelers die het jaar daarvoor aan het einde van het seizoen hoog genoeg op de Order of Merit van de Challenge Tour stonden, waardoor zij zich automatisch kwalificeerden.
- Spelers die zich via de Tourschool kwalificeren.
- Spelers van de EDP Tour, die aan het einde van het seizoen in de Top-5 stonden van hun Order of Merit.
- Spelers die voor een bepaalde wedstrijd een wildcard krijgen.
- Het gastland mag enkele spelers van de regionale rangorde uitnodigen.

## Wedstrijdschema
Het seizoen begint met twee wedstrijden voor Kerstmis, ergens in een ver, warm land. Vanwege de hoge reiskosten en het lage prijzengeld doen er weinig Europeanen aan mee. In het nieuwe jaar wordt ook nog een paar keer een ver land bezocht, de rest speelt zich in Europa af. In 2010 is het eerste toernooi het nieuwe Il Copa Antioquaia op de Club Campestre El Rodeo Sede La Macarena bij Medellin, waar de Colombiaanse speler Camilo Villegas is geboren.
Het seizoen wordt afgesloten door de Tour School in Spanje waar spelers, die zich voor het seizoen erna moeten kwalificeren, een poging kunnen wagen. Door enkele voorrondes te spelen, kwalificeren ruim 160 spelers zich voor de finale, die bestaat uit 36 holes op San Roque. De 30 beste spelers krijgen dan het komende jaar recht op deelname aan de Europese Tour.

## Order of Merit
Alle spelers die prijzengeld verdienen op de Challenge Tour, staan op de Order of Merit van dat jaar. De spelers die aan het einde van het jaar in de Top-15 staan, krijgen automatisch een spelerskaart voor de Europese PGA Tour voor het komende seizoen. 
In 2005 werden de promotieregels aangepast. Het werden de top-20 en daaraan werd toegevoegd dat spelers die 3x winnen in één seizoen, ook een kaart voor de Europese Tour krijgen. De top-15 komen in een categorie die bijna alle toernooien van de Europese Tour kunnen spelen, de nummers 16-20 komen in een lagere categorie. 
| Jaar | A  | Speler               | Prijzengeld | Info |
| ---- | -- | -------------------- | ----------- | --- |
| 1989 | 26 | Neil Briggs          | ?           | |
| 1990 |    | Giuseppe Calì        | £ 28.383    | |
| 1991 |    | David Jones          | £ 35.533    | |
| 1992 |    | Paul Affleck         | £ 39.769    | |
| 1993 |    | Klas Eriksson        | £ 48.366    | Won in 1993 3 toernooien                                                                                           |
| 1994 |    | Raymond Burns        | £ 43.584    | |
| 1995 |    | Thomas Bjørn         | £ 46.471    | Won in 1995 4 toernooien                                                                                           |
| 1996 |    | Ian Garbutt          | £ 37.661    | |
| 1997 |    | Michele Reale        | £ 51.679    | |
| 1998 | 32 | Warren Bennett       | £ 81.053    | Won in 1998 5 toernooien                                                                                           |
| 1999 | 27 | Carl Sunesson        | € 69.642    | Won in 1999 4 toernooien                                                                                           |
| 2000 | 23 | Henrik Stenson       | € 108.711   | |
| 2001 | 29 | Mark Foster          | € 97.737    | |
| 2002 | 26 | Lee James            | € 121.531   | Won in 2002 3 toernooien                                                                                           |
| 2003 | 28 | Johan Edfors         | € 94.509    | |
| 2004 | 29 | Lee Slattery         | € 95.980    | |
| 2005 | 30 | Marc Warren          | € 103.577   | |
| 2006 | 30 | Mark Pilkington      | € 119.152   | |
| 2007 | 32 | Michael Lorenzo-Vera | € 128.927   | |
| 2008 | 33 | David Horsey         | € 144.118   | Remkes in 2008 3 toernooien, dus automatische promotie                                                             |
| 2009 | 24 | Edoardo Molinari     | € 242.980   | Molinari won in 2009 3 toernooien, dus automatische promotie Door de financiële crisis waren er maar 24 toernooien |
| 2010 | 25 | Alvaro Velasco       | € 134.297   | |
| 2011 | 25 | Tommy Fleetwood      | € 148.913   | Jongste OoM winnaar (20 jaar)                                                                                      |
| 2012 | 26 | Espen Kofstad        | € 131.099   | |
| 2013 | 27 | Andrea Pavan         | € 147.811   | Pavan won 2 toernooien. net als Daan Huizing                                                                       |

Kolom A = aantal toernooien

## Promotie naar de Europese Tour
Tegenwoordig promoveert een speler die drie toernooien in een jaar wint, automatisch na de derde zege naar de Europese Tour. Daarin zijn de volgende spelers geslaagd:
- 2008:  Taco Remkes
- 2009:  Edoardo Molinari
- 2011:  Benjamin Hebert en  Sam Little
- 2012:  Kristoffer Broberg
- 2013:  Brooks Koepka
- 2014:  Moritz Lampert

## Challenge Tour in Nederland
Het eerste Dutch Challenge Open in Nederland werd in 1992 georganiseerd. Sinds 2007 werd het onder de naam Dutch Futures op Golfclub Houtrak gespeeld. Taco Remkes won in 2008 het toernooi op zijn thuisclub. Het toernooi stopte na 2009.

#### Nederlandse deelname aan de Challenge Tour
- 2008: Nederland werd door Wil Besseling, Taco Remkes en Inder van Weerelt op de Challenge Tour vertegenwoordigd. Besseling kwalificeerde zich door nummer 5 op de Order of Merit van de EDP Tour te worden. Remkes en Van Weerelt werden op de Tour School in San Roque resp. 139de en 96ste.

Joost Luiten, Maarten Lafeber en Robert-Jan Derksen speelden in 2008 op de Europese Tour.
Resultaat: Remkes boekte drie overwinningen, waardoor hij directe toegang tot de Europese Tour kreeg voor de rest van het jaar. In 2009 kwam hij bovendien in categorie 10, waardoor hij veel speelkansen kreeg.
Eind 2008 stond Besseling op de 10de plaats van de Challenge Tour en kwalificeerde zich voor de Europese Tour van 2009.
- 2009: Rolf Muntz speelde negen toernooien en eindigde op de 123ste plaats. Reinier Saxton, Robin Swane en Floris de Vries speelden nog minder. Wil Besseling, Robert-Jan Derksen, Maarten Lafeber, Taco Remkes en Inder van Weerelt speelden op de Europese Tour. Joost Luiten had nog last van zijn polsblessure.
- 2010: Floris de Vries won het Toscaans Open in Florence met een score van 274 (-10). Op de tweede extra hole won hij de play-off van Thorbjørn Olesen, die zijn laatste ronde in -7 had gespeeld.

## Challenge Tour in België
In 2006 vond de Telenet Trophy voor de eerste keer plaats. Het wordt gespeeld op de Limburg Golf & Country Club in Houthalen.

#### Belgische deelname aan de Challenge Tour
Nicolas Colsaerts speelt sinds 2002 regelmatig op de Challenge Tour. In 2009 won hij de SK Finnish Challenge en de Dutch Futures. Eind 2009 staat hij op de 3de plaats en krijgt een spelerskaart voor de Europese Tour van 2010. Nicolas Vanhootegem en Didier de Vooght spelen ook sinds 2002 op de Challenge Tour. Vanhootegem heeft inmiddels drie overwinningen behaald, De Vooght won in zijn rookiejaar het Dutch Challenge Open.
In 2009 speelden behalve Colsaerts nog vier Belgen op de Challenge Tour: Gerald Gresse, Pierre Relecom, Laurent Richard en Jérôme Theunis. Zij moesten eind 2009 terug naar de Tourschool.